# Diócesis de Galloway
La diócesis de Galloway (en latín: Dioecesis Candidae Casae o Gallovidiana y en inglés: Roman Catholic Diocese of Galloway) es una circunscripción eclesiástica de la Iglesia católica en el Reino Unido. Se trata de una diócesis latina, sufragánea de la arquidiócesis de San Andrés y Edimburgo. Desde el 22 de diciembre de 2023 su obispo es Francis Dougan.

## Territorio y organización

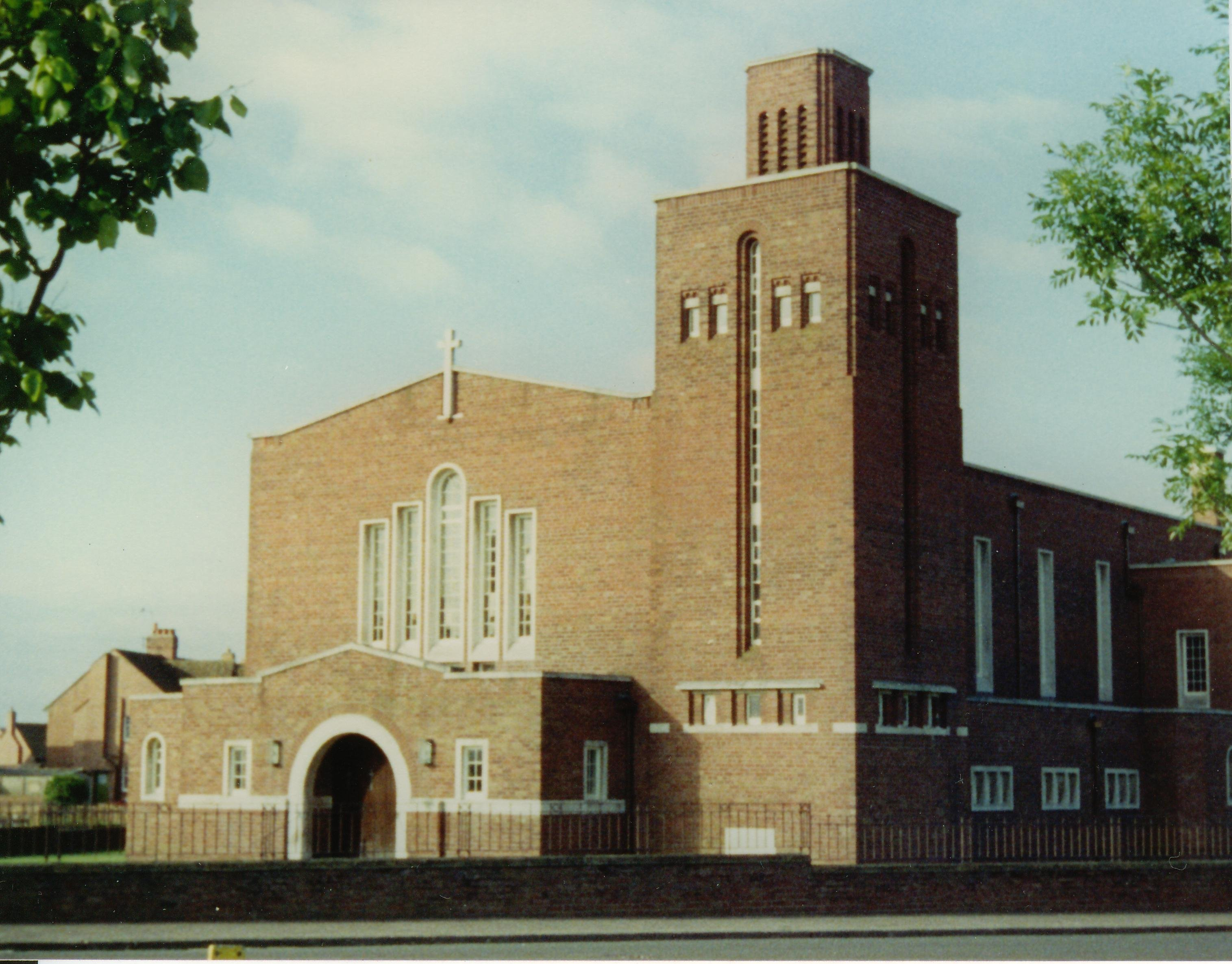
Excatedral del Buen Pastor, en Ayr

La diócesis tiene 9794 km² y extiende su jurisdicción sobre los fieles católicos de rito latino residentes en parte de Escocia, en los distritos de North Ayrshire (excepto la isla de Arran), East Ayrshire, South Ayrshire y Dumfries and Galloway.

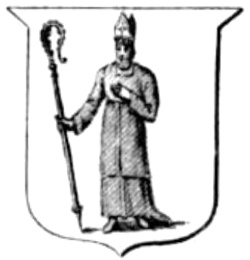
Escudo de la antigua diócesis de Whithorn-Galloway

La sede de la diócesis se encuentra en la ciudad de Ayr, en donde se halla la Catedral de Santa Margarita. En Dumfries en encontraba la catedral inicial de la diócesis, la de San Andrés, que fue destruida por un incendio el 11 de mayo de 1961. La catedral fue trasladada a la iglesia del Buen Pastor, en Ayr, que fue cerrada el 20 de mayo de 2007.
En 2023 en la diócesis existían 36 parroquias.

## Historia

### Diócesis de Whithorn
Whithorn, un antiguo centro comercial, precede a la isla de Iona en 150 años como cuna del cristianismo escocés. Según la Historia ecclesiastica gentis Anglorum de Beda el Venerable, en el año 397 san Niniano fundó allí entre los pictos la primera misión cristiana al norte del Muro de Adriano, mientras las legiones romanas aún ocupaban Britania.
Whithorn y sus alrededores pasaron del control britano al de los northumbrios. La sucesión episcopal de esta diócesis monástica sólo está atestiguada desde esta época anglosajona. Se conocen los nombres de seis obispos de la misma a más tardar desde el año 730. Posteriormente, la zona fue invadida por los vikingos daneses y la diócesis fue suprimida circa 800. 

### Diócesis de Whithorn-Galloway

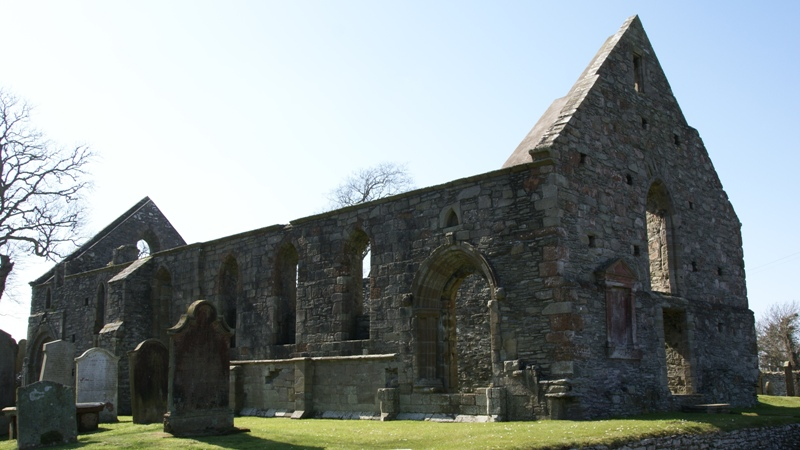
Restos de la Whithorn Priory, catedral de la diócesis medieval

La diócesis fue restablecida en la primera mitad del siglo XII con el nombre de diócesis de Whithorn-Galloway, sufragánea de la arquidiócesis de York hasta 1355 en deferencia a su origen anglosajón. Las repetidas guerras entre los dos reinos británicos aconsejaron entonces al papa que la sujetara directamente a la Santa Sede. Finalmente se convirtió en sufragánea de la arquidiócesis de San Andrés en 1472 y de la arquidiócesis de Glasgow en 1492.
El último obispo en comunión con Roma fue Andrew Durie (1541-1558). El siguiente obispo, Alexander Gordon, transferido de la diócesis de Sodor, estaba casado y durante mucho tiempo había sido partidario de la Reforma protestante; con él terminó la serie de obispos católicos y comenzó la de obispos protestantes, hasta que las revoluciones calvinistas del siglo XVII llevaron a la supresión definitiva de la diócesis, y la ruina de la abadía de Whithorn. El último prior católico, Malcolm Fleming (fallecido en 1568), fue encarcelado en 1563 por el delito de celebrar misa. Toda la propiedad del priorato fue transferida a la Corona por la ley de anexión de 1587 y fue otorgada en 1606 por el rey Jacobo VI al obispo de la diócesis de Galloway cuando estableció el episcopalianismo en Escocia ese año.

### Diócesis de Galloway
La diócesis fue reerigida como diócesis de Galloway el 4 de marzo de 1878 mediante la bula Ex supremo Apostolatus del papa León XIII, derivando su territorio del vicariato apostólico del Distrito Oeste de Escocia (hoy arquidiócesis de Glasgow). La sede episcopal era la ciudad de Dumfries, en donde se encontraba la Catedral de San Andrés.
El 25 de mayo de 1947 la diócesis vio expandirse considerablemente sus fronteras con la adquisición de porciones de territorio de la arquidiócesis de Glasgow.
El 12 de marzo de 1962, con el decreto Restaurata in Scotia de la Congregación Consistorial, el obispado se trasladó a Ayr y la nueva catedral se convirtió en la iglesia del Buen Pastor.
El 28 de julio de 2007 la catedral fue trasladada a la iglesia de Santa Margarita.

## Estadísticas
Según el Anuario Pontificio 2024 la diócesis tenía a fines de 2023 un total de 42 816 fieles bautizados.
| Año                                                                             | Población            | Población | Población      | Sacerdotes | Sacerdotes    | Sacerdotes    | Bautizados por sacerdote | Diáconos permanentes | Religiosos | Religiosos | Parroquias |
| Año                                                                             | Bautizados católicos | Total     | % de católicos | Total      | Clero secular | Clero regular | Bautizados por sacerdote | Diáconos permanentes | Varones    | Mujeres    | Parroquias |
| ------------------------------------------------------------------------------- | -------------------- | --------- | -------------- | ---------- | ------------- | ------------- | ------------------------ | -------------------- | ---------- | ---------- | ---------- |
| 1950                                                                            | 27 000               | 647 000   | 4.2            | 70         | 58            | 12            | 385                      |                      | 56         | 156        | 33         |
| 1970                                                                            | 43 590               | 469 000   | 9.3            | 86         | 74            | 12            | 506                      |                      | 47         | 119        | 43         |
| 1980                                                                            | 50 734               | 519 214   | 9.8            | 77         | 56            | 21            | 658                      |                      | 42         | 65         | 44         |
| 1990                                                                            | 48 751               | 525 000   | 9.3            | 68         | 50            | 18            | 716                      |                      | 33         | 66         | 47         |
| 1999                                                                            | 47 162               | 521 000   | 9.1            | 61         | 55            | 6             | 773                      |                      | 15         | 40         | 46         |
| 2000                                                                            | 47 150               | 521 000   | 9.0            | 58         | 55            | 3             | 812                      |                      | 13         | 40         | 46         |
| 2001                                                                            | 47 704               | 521 000   | 9.2            | 56         | 54            | 2             | 851                      |                      | 8          | 37         | 46         |
| 2002                                                                            | 47 456               | 521 000   | 9.1            | 57         | 52            | 5             | 832                      |                      | 12         | 37         | 46         |
| 2003                                                                            | 47 063               | 521 000   | 9.0            | 56         | 50            | 6             | 840                      |                      | 12         | 37         | 46         |
| 2004                                                                            | 47 856               | 520 000   | 9.2            | 55         | 50            | 5             | 870                      |                      | 10         | 35         | 45         |
| 2006                                                                            | 42 000               | 493 000   | 8.5            | 51         | 46            | 5             | 823                      |                      | 10         | 35         | 45         |
| 2013                                                                            | 47 700               | 520 000   | 9.2            | 39         | 35            | 4             | 1223                     | 3                    | 9          | 32         | 39         |
| 2016                                                                            | 43 000               | 532 000   | 8.1            | 36         | 33            | 3             | 1194                     | 4                    | 8          | 16         | 39         |
| 2019                                                                            | 41 353               | 520 260   | 7.9            | 43         | 34            | 9             | 961                      | 7                    | 9          | 18         | 37         |
| 2021                                                                            | 41 350               | 520 290   | 7.9            | 41         | 33            | 8             | 1008                     | 7                    | 8          | 18         | 37         |
| 2023                                                                            | 42 816               | 518 220   | 8.3            | 39         | 32            | 7             | 1097                     | 6                    | 7          | 14         | 36         |
| Fuente: Catholic-Hierarchy, que a su vez toma los datos del Anuario Pontificio. |                      |           |                |            |               |               |                          |                      |            |            |            |

## Episcopologio
- John McLachlan † (22 de marzo de 1878-16 de enero de 1893 falleció)
- William Turner † (16 de junio de 1893-19 de enero de 1914 falleció)
- James William McCarthy † (25 de mayo de 1914-24 de diciembre de 1943 falleció)
- William Henry Mellon † (24 de diciembre de 1943 por sucesión-2 de febrero de 1952 falleció)
- Joseph Michael McGee † (19 de julio de 1952-4 de abril de 1981 retirado)
- Maurice Taylor † (4 de abril de 1981-7 de abril de 2004 retirado)
- John Cunningham † (7 de abril de 2004-22 de noviembre de 2014 retirado)
- William Nolan (22 de noviembre de 2014-4 de febrero de 2022 nombrado arzobispo de Glasgow)
- Francis Dougan, desde el 22 de diciembre de 2023